# 鲸蜡硬脂醇
鲸蜡硬脂醇（英語：Cetearyl alcohol），分子式 CH3(CH2)nCH2OH; n通常为14-16。

## 基本理化性质
白色固体结晶，颗粒或蜡块状。有香味。相对密度d4500.8176，折射率nD391.4283熔点48～50℃，沸点344℃。不溶于水，溶于乙醇、乙醚、氯仿和矿物油。与浓硫酸起磺化反应，遇强碱不起化学作用。具有抑制油腻感，降低蜡类原料黏性，稳定化妆品乳胶体等作用。

## 主要用途
适用于各类化妆品中，作为基质，特别适合于膏霜及乳液；在医药中，可直接用于W/O乳化剂膏体，软膏基质等。平平加的原料，也可用于消泡剂，水土保湿剂，成色剂；还可作为生产醇，酰胺及磺化产品作洗涤剂用品原料。